# Giordano Orsini (cardinale 1278)
Giordano Orsini (Roma, XIII secolo – Roma, 8 settembre 1287) è stato un cardinale italiano.

## Biografia
Nacque da nobilissima famiglia, era figlio di Matteo Rosso Orsini e fratello di papa Niccolò III.
Nel concistoro del 12 marzo 1278 papa Niccolò III lo creò cardinale e ricevette la diaconia di Sant'Eustachio. Sottoscrisse le bolle pontificie dal 3 febbraio al 28 giugno 1279 e successivamente dal 17 settembre 1285 all'11 giugno 1286.
Partecipò al conclave del 1280-1281 che elesse papa Martino IV. Fu allontanato dal conclave dai rappresentanti del popolo di Viterbo, che lo accusavano di voler ostacolare l'elezione del nuovo papa, ma successivamente rientrò in conclave e partecipò all'elezione. Partecipò anche al conclave del 1285 che elesse papa Onorio IV.

## Ascendenza
|                                          |                    |                                      | Genitori                        |  |  | Nonni |  |  | Bisnonni       |  |  | Trisnonni        |  |
|                                          |                    |                                      |                                 |  |  |       |  |  | Orso di Bobone |  |  | Bobone di Bobone |  |
|                                          |                    |                                      |                                 |  |  |       |  |  | Orso di Bobone |  |  | Bobone di Bobone |  |
|                                          |                    | …                                    |                                 |  |  |       |  |  | Orso di Bobone |  |  |                  |  |
| Giovanni Orsini, signore di Vicovaro     |                    |                                      |                                 |  |  |       |  |  | Orso di Bobone |  |  |                  |  |
|                                          |                    | Gaetana Caetani di Sermoneta         | Crescenzio Caetani di Sermoneta |  |  |       |  |  |                |  |  |                  |  |
|                                          |                    | Gaetana Caetani di Sermoneta         | Crescenzio Caetani di Sermoneta |  |  |       |  |  |                |  |  |                  |  |
|                                          |                    | Gaetana Caetani di Sermoneta         | …                               |  |  |       |  |  |                |  |  |                  |  |
| Matteo Rosso Orsini, signore di Vicovaro |                    | Gaetana Caetani di Sermoneta         |                                 |  |  |       |  |  |                |  |  |                  |  |
|                                          |                    | …                                    | …                               |  |  |       |  |  |                |  |  |                  |  |
|                                          |                    | …                                    | …                               |  |  |       |  |  |                |  |  |                  |  |
|                                          |                    | …                                    | …                               |  |  |       |  |  |                |  |  |                  |  |
| Stefania Rossi                           |                    | …                                    |                                 |  |  |       |  |  |                |  |  |                  |  |
|                                          |                    | …                                    | …                               |  |  |       |  |  |                |  |  |                  |  |
|                                          |                    | …                                    | …                               |  |  |       |  |  |                |  |  |                  |  |
|                                          |                    | …                                    | …                               |  |  |       |  |  |                |  |  |                  |  |
| Giordano Orsini                          |                    | …                                    |                                 |  |  |       |  |  |                |  |  |                  |  |
|                                          | Crescenzio Caetani | Crescenzio II Caetani, duca di Fondi |                                 |  |  |       |  |  |                |  |  |                  |  |
|                                          | Crescenzio Caetani | Crescenzio II Caetani, duca di Fondi |                                 |  |  |       |  |  |                |  |  |                  |  |
|                                          | Crescenzio Caetani | …                                    |                                 |  |  |       |  |  |                |  |  |                  |  |
| Giovanni Caetani                         | Crescenzio Caetani |                                      |                                 |  |  |       |  |  |                |  |  |                  |  |
|                                          |                    | …                                    | …                               |  |  |       |  |  |                |  |  |                  |  |
|                                          |                    | …                                    | …                               |  |  |       |  |  |                |  |  |                  |  |
|                                          |                    | …                                    | …                               |  |  |       |  |  |                |  |  |                  |  |
| Perna Caetani                            |                    | …                                    |                                 |  |  |       |  |  |                |  |  |                  |  |
|                                          |                    | …                                    | …                               |  |  |       |  |  |                |  |  |                  |  |
|                                          |                    | …                                    | …                               |  |  |       |  |  |                |  |  |                  |  |
|                                          |                    | …                                    | …                               |  |  |       |  |  |                |  |  |                  |  |
| …                                        |                    | …                                    |                                 |  |  |       |  |  |                |  |  |                  |  |
|                                          |                    | …                                    | …                               |  |  |       |  |  |                |  |  |                  |  |
|                                          |                    | …                                    | …                               |  |  |       |  |  |                |  |  |                  |  |
|                                          |                    | …                                    | …                               |  |  |       |  |  |                |  |  |                  |  |
|                                          |                    | …                                    |                                 |  |  |       |  |  |                |  |  |                  |  |